# Dino Argentino
Dino Argentino was een tentoonstelling van enkele indrukwekkende dinosauriërs uit Argentinië in het museum Naturalis in de Nederlandse stad Leiden. 
Oorspronkelijk zou de tentoonstelling van 12 oktober 2002 tot 9 maart 2003 geopend zijn, maar door het grote succes werd dit verlengd tot 17 augustus. De openingsplechtigheid op 11 oktober was somber van aard, omdat Prins Claus kort daarvoor overleden was. 

## Tentoongestelde dinosauriërs
De meeste skeletten waren replica`s, maar desondanks indrukwekkend. Enkele zaten nog in steen en waren echt.
- Argentinosaurus (slechts de nek, kop en voorpoten minus de voeten door ruimtegebrek), wellicht de grootste dinosauriër tot nu toe gevonden.
- Mussaurus (echt), het kleinste fossiel van een dinosauriër — 20 cm lang inclusief staart; er zijn ook jongvolwassenen bij, en dat zijn vrij zeldzame vondsten bij deze groep.
- Lagosuchus (echt, lid van de Dinosauriformes), een basaal lid van de meeromvattende groep die ook de dinosauriërs bevat.
- Carnotaurus.
- Piatnitzkysaurus- twee exemplaren.
- Guaibasaurus- twee exemplaren.
- Giganotosaurus (schedel van circa 1,70 m), een van de grootste vleesetende dinosauriërs tot nu toe gevonden.
- Amargasaurus- twee exemplaren.
- Eoraptor- een van de oudste dinosauriërs - 231 miljoen jaar.
- Herrerasaurus- een van de oudste dinosauriërs - 230 miljoen jaar.
- Kritosaurus- ook gevonden in Verenigde Staten.
- Patagosaurus- grootste complete skelet in de tentoonstelling - circa negen tot tien meter lang.

## Waarom replica`s?
De reden dat de meeste exemplaren replica`s waren is vanwege de kwetsbaarheid van de echte fossielen. Veel museumexemplaren bestaan deels of helemaal uit gips, hoewel dit gips wordt afgegoten van de echte botten en er zeer realistisch uitziet. Ook al is het een goed alternatief omdat de echte botten door onderzoekers bestudeerd kunnen worden is het gips nog steeds kwetsbaar en mogen er alleen foto`s zonder flitslicht gemaakt worden.
De tentoonstelling van de Argentijnse dinosauriërs was ook een eerbetoon aan de uit Argentinië afkomstige Prinses Máxima.